# Нова Верланица
Нова Верланица (на гръцки: Νέο Αγιονέρι, Нео Агионери, катаревуса: Νέον Αγιονέριον, Неон Агионерион) е село в Гърция, Егейска Македония, в дем Кукуш, в област Централна Македония. Според преброяването от 2001 година селото има 1649 жители.

## География
Селото се намира в Солунското поле, югозападно от град Кукуш (Килкис).
| Име                               | Име            | Ново име | Ново име | Описание                           |
| --------------------------------- | -------------- | -------- | -------- | ---------------------------------- |
| Ипсома Заветус или Ипсома Саветус | Ύψωμα Σαβέτους | Гуруни   | Γουρούνι | възвишение на ЮЗ от Нова Верланица |